# Breutelia ulicina
Breutelia ulicina là một loài rêu trong họ Bartramiaceae. Loài này được Herzog mô tả khoa học đầu tiên năm 1927.